# Наали, Фрэнсис Роберт
Фрэнсис Роберт Наали (суахили Francis Robert Naali; 12 января 1972) — танзанийский легкоатлет, специализировался в беге на длинные дистанции. Брат марафонца Саймона Роберта Наали.

## Биография
В 1993 году выиграл ежегодный полумарафон в шведском городе Гётеборг, в котором ранее побеждали его братья Саймон Роберт Наали (1989) и Томас Роберт Наали (1990).
В 1996 году занял второе место на одном из наиболее престижных Берлинском марафоне. На марафоне чемпионата мира по легкой атлетике в Афинах в 1997 году в финал не вышел.
На соревнованиях Bredase Singelloop 1999 года финишировал вторым, а в 2001 году — пятым.
В 2002 году выиграл марафон Игр Содружества в Манчестере с результатом 2:11:58. Четыре года спустя финишировал восьмым на Играх Содружества 2006 года в Мельбурне.
В 1999 году в Белфасте на Чемпионате мира по легкоатлетическому кроссу финишировал 53-м, а в 2005 году в Сен-Гальмье был 73-м .

## Достижения
- 5000 метров: 14:20,82, 16 июня 2000, Варштайн
- 10 000 метров: 29:04,25, 11 ноября 2002, Дар-эс-Салам
- Полумарафон: 1:01:45, 30 апреля 2000, Мерано
- Марафон: 2:09:33, 29 сентября 1996, Берлин